# Bankerot
Coups de feu en cuisine (Bankerot) est une série télévisée danoise en seize épisodes de 25 minutes créée par Kim Fupz Aakeson (en) et Malene Blenkov, et diffusée entre le 16 octobre 2014 et le 25 janvier 2015 sur DR 1.
En France, la série est programmée les 31 août 2017 et 7 septembre 2017 sur Arte avec 8 épisodes de 50 minutes, présentés comme la saison 1. Elle reste inédite dans les autres pays francophones.

## Distribution
- Martin Buch (da) (VF : Stéphane Roux) : Thomas Hfjot
- Esben Dalgaard Andersen (da) (VF : Boris Rehlinger) : Dion Johansson
- Viktor Lykke Clausen (VF : Victor Biavan) : Niklas Hfjot, le fils de Thomas
- Rikke Louise Andersson (VF : Anne Massoteau) : Hannah
- Finn Nielsen (da)(VF : Georges Claisse) : Kurt Hfjot, le père de Thomas
- Tina Gylling Mortensen (da) : Jensen
- Nicolas Bro (VF : Thierry Hancisse) : Patrick Tandfeen dit P'tite souris (14 épisodes)
- Lars Brygmann (VF : Guy Chapellier) : Gerner, l'oncle de Dion  (12 épisodes)
- Lærke Winther Andersen (VF : Magali Barney) : Kisser (8 épisodes)
- Peter Gantzler (VF : Patrick Bethune) : Berggreen
- Nicolaj Kopernikus (VF : William Coryn) : Mogens
- Ditte Gråbøl (VF : Jocelyne Darche) : La mère d'Hannah
- Claus Flygare (VF : Thierry Murzeau) : Napoléon, le père de Patrick
- Hella Joof (VF : Françoise Vallon) : la psychologue de l'école
- Tom Jensen (VF : Lionel Tua) : le thérapeute
- Thomas Mork (VF : Michel Vigné) : Jorgen
- Ali Kazim (VF : Constantin Pappas) : Mahdi

## Fiche technique
- Titre original : Bankerot (Banqueroute en français)
- Création : Kim Fupz Aakeson et Malene Blenkov
- Réalisation : Henrik Ruben Genz, Annette K. Olesen
- Scénario : Kim Fupz Aakeson
- Producteurs : Malene Blenkov, Morten Fisker
- Production : DR
- Chargé de programme : Alexandre Piel
- Musique : Kåre Bjerkø, Boi Holm
- Costumes : Stine Thanning
- Décors : Mette Rio
- Image : Jørgen Johansson, Dirk Brüel
- Son : Peter Andersen
- Montage : Rasmus Gitz-Johansen, Cathrine Ambus, Isabel Bernadette Brammer, Rikke Selin
- Photographie :
- Sociétés de production :
- Sociétés de distribution (télévision) :
- Budget :
- Pays d'origine :  Danemark
- Langue originale : danois
- Genre : drame
- Durée : 16 × 25 minutes ou 8 × 43 minutes

## Épisodes
Les épisodes sans titre, huit par saison, sont numérotés de un à huit.